# Vrh, Šmarjeta v Rožu
Vrh (nemško Gupf) je naselje v Občini Šmarjeta v Rožu v Okraju Celovec-dežela na Koroškem v Avstriji.